# NHL Entry Draft 2013
NHL Entry Draft 2013 – 51. draft w historii odbył się 30 czerwca 2013 w hali Prudential Center w Newark (Stany Zjednoczone).
Poczynając od 2013 w drafcie o wyborze numeru 1 decyduje losowanie wśród 14 drużyn, które nie awansowały do play-off. Wcześniej najsłabszy klub sezonu automatycznie dostawał wybór zawodnika z numerem 1. 29 kwietnia 2013, w losowaniu poprzedzającym draft, pierwszeństwo wylosowała drużyna Colorado Avalanche. Na kolejnych miejscach znalazły się Florida Panthers i Tampa Bay Lightning.
W drafcie mogli uczestniczyć zawodnicy urodzeni pomiędzy 1 stycznia 1993 a 15 września 1995 oraz niedraftowani hokeiści urodzeni poza Ameryką Północną w roku 1992. Ponadto zawodnicy urodzeni po 30 czerwca 1993, którzy byli draftowani w 2011 ale nie podpisali kontraktu z drużynami NHL mogli uczestniczyć w drafcie ponownie.
W drafcie wybranych zostało 211 graczy z 11 krajów. Poza Kanadą (100 zawodników) i Stanami Zjednoczonymi (53) najwięcej graczy pochodziło ze Szwecji (25), Finlandii (11) i Rosji (8).

## Ranking skautów
24 kwietnia 2013 NHL Central Scouting ogłosił listę najbardziej perspektywicznych zawodników z Ameryki Północnej oraz Europy.
| Ranking | Zawodnicy grający w Ameryce Północnej | Zawodnicy grający w Europie |
| ------- | ------------------------------------- | --------------------------- |
| 1       | Seth Jones (O)                        | Aleksandr Barkov (C)        |
| 2       | Nathan MacKinnon (C)                  | Walerij Niczuszkin (PS)     |
| 3       | Jonathan Drouin (LS)                  | Elias Lindholm (C)          |
| 4       | Darnell Nurse (O)                     | Rasmus Ristolainen (O)      |
| 5       | Sean Monahan (C)                      | Alexander Wennberg (C)      |
| 6       | Hunter Shinkaruk (C/LS)               | André Burakovsky (LS)       |
| 7       | Walentin Zykow (LS)                   | Jacob de la Rose (LS)       |
| 8       | Frederik Gauthier (C)                 | Robert Hägg (O)             |
| 9       | Mirco Mueller (D)                     | Artturi Lehkonen (LS)       |
| 10      | Anthony Mantha (PS)                   | Pawieł Buczniewicz (LS)     |

| Ranking | Bramkarze grający w Ameryce Północnej | Bramkarze grający w Europie |
| ------- | ------------------------------------- | --------------------------- |
| 1       | Zach Fucale                           | Juuse Saros                 |
| 2       | Eric Comrie                           | Ebbe Siönäs                 |
| 3       | Tristan Jarry                         | Luka Gračnar                |

Legenda: O - obrońca, C - center, LS - lewoskrzydłowy, PS - prawoskrzydłowy.

## Runda 1

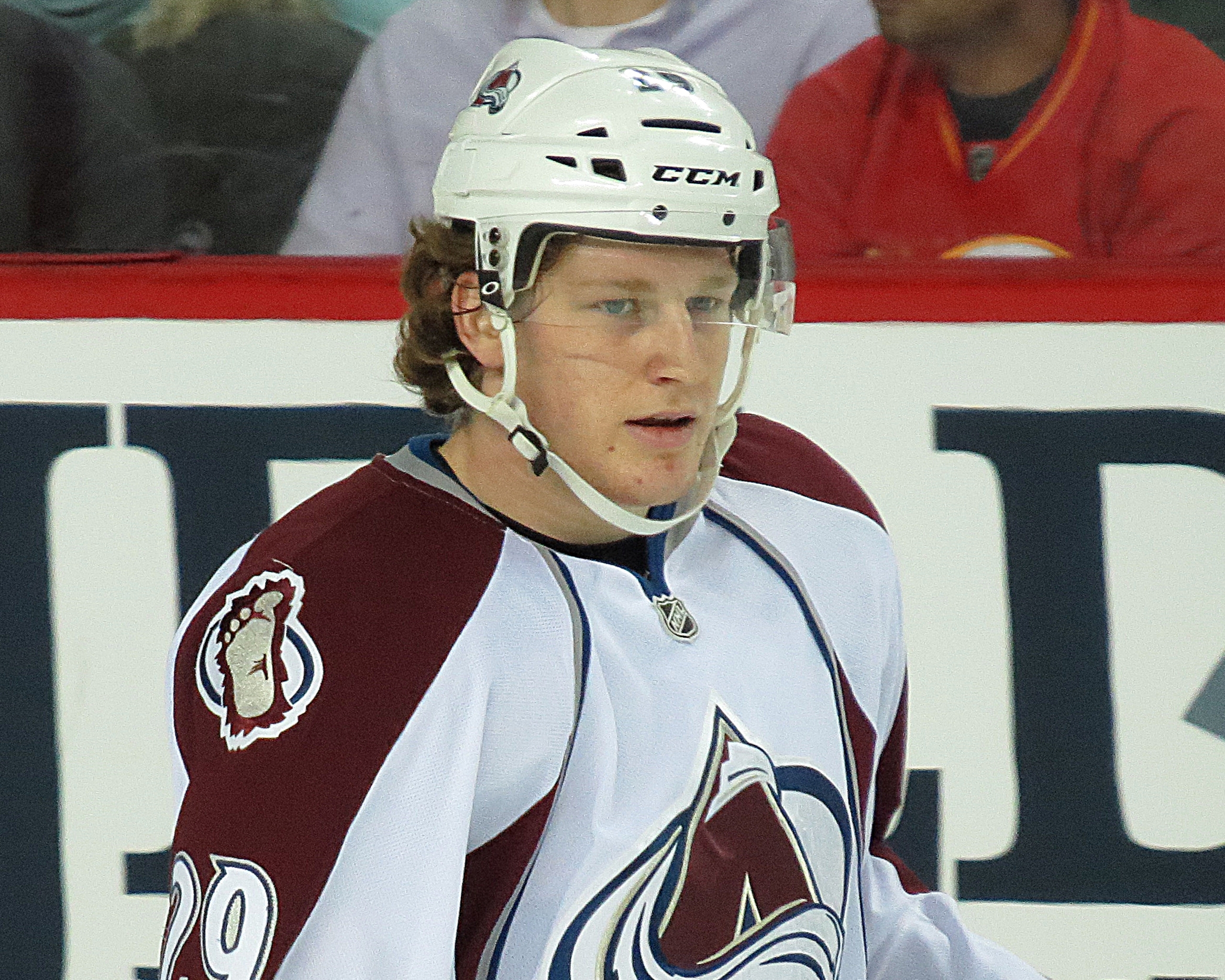
Nathan MacKinnon – wybrany z numerem 1 przez Colorado Avalanche

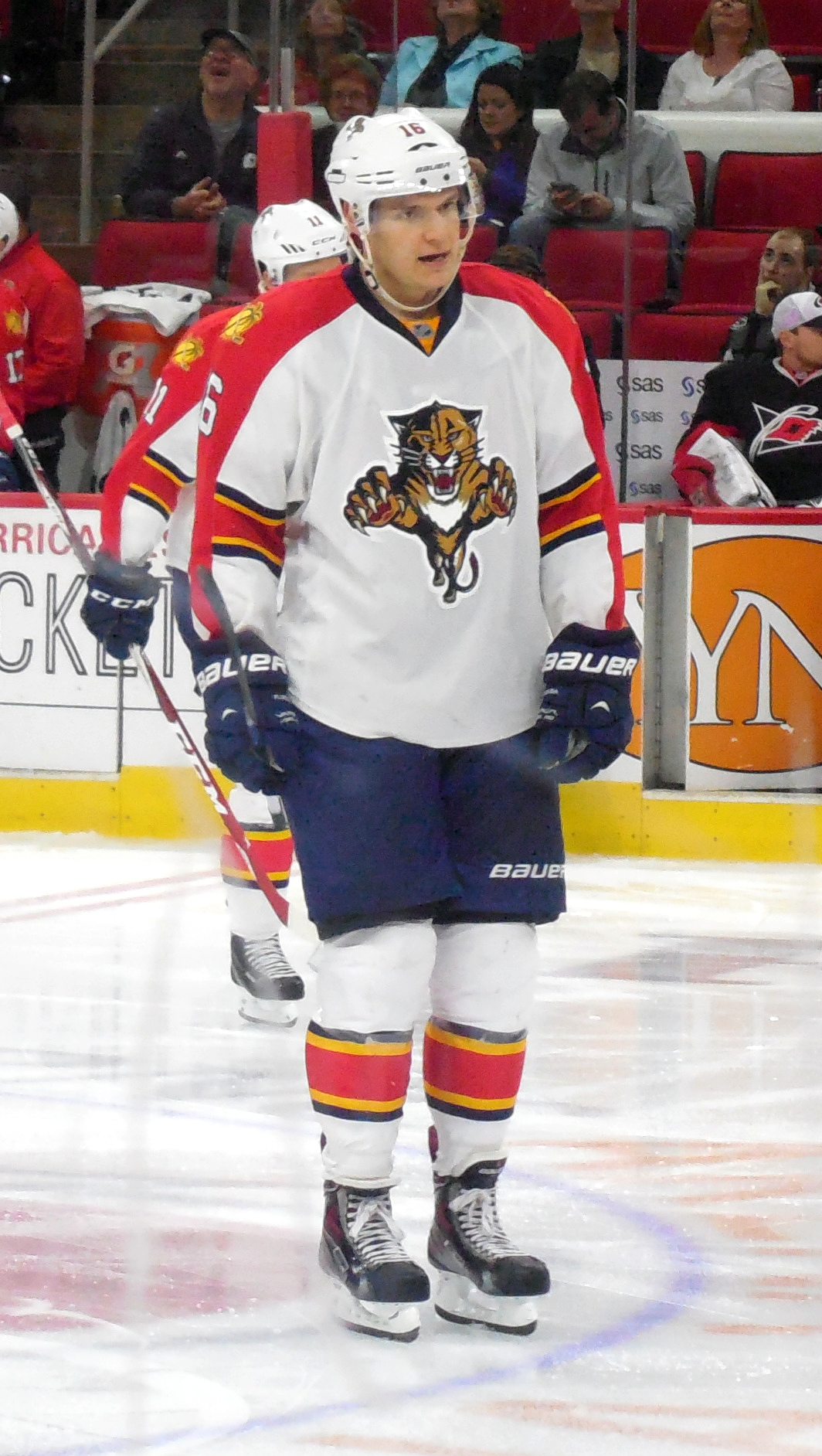
Aleksandr Barkov – wybrany z numerem 2 przez Florida Panthers

| #  | Zawodnik           | Pozycja         | Drużyna NHL                         | Klub macierzysty                  |
| -- | ------------------ | --------------- | ----------------------------------- | --------------------------------- |
| 1  | Nathan MacKinnon   | Środkowy        | Colorado Avalanche                  | Halifax Mooseheads (QMJHL)        |
| 2  | Aleksandr Barkov   | Środkowy        | Florida Panthers                    | Tappara Tampere (SM-liiga)        |
| 3  | Jonathan Drouin    | Lewoskrzydłowy  | Tampa Bay Lightning                 | Halifax Mooseheads (QMJHL)        |
| 4  | Seth Jones         | Obrońca         | Nashville Predators                 | Portland Winterhawks (WHL)        |
| 5  | Elias Lindholm     | Środkowy        | Carolina Hurricanes                 | Brynäs IF (SHL)                   |
| 6  | Sean Monahan       | Środkowy        | Calgary Flames                      | Ottawa 67’s (OHL)                 |
| 7  | Darnell Nurse      | Obrońca         | Edmonton Oilers                     | Sault Ste. Marie Greyhounds (OHL) |
| 8  | Rasmus Ristolainen | Obrońca         | Buffalo Sabres                      | TPS (SM-liiga)                    |
| 9  | Bo Horvat          | Środkowy        | Vancouver Canucks (za Dewils)1      | London Knights (OHL)              |
| 10 | Walerij Niczuszkin | Prawoskrzydłowy | Dallas Stars                        | Dinamo Moskwa (KHL)               |
| 11 | Samuel Morin       | Obrońca         | Philadelphia Flyers                 | Rimouski Oceanic (QMJHL)          |
| 12 | Max Domi           | Środkowy        | Phoenix Coyotes                     | London Knights (OHL)              |
| 13 | Josh Morrissey     | Obrońca         | Winnipeg Jets                       | Prince Albert Raiders (WHL)       |
| 14 | Alexander Wennberg | Środkowy        | Columbus Blue Jackets               | Djurgårdens IF (Swe-2)            |
| 15 | Ryan Pulock        | Obrońca         | New York Islanders                  | Brandon Wheat Kings (WHL)         |
| 16 | Nikita Zadorow     | Obrońca         | Buffalo Sabres (za Wild)2           | London Knights (OHL)              |
| 17 | Curtis Lazar       | Napastnik       | Ottawa Senators                     | Edmonton Oil Kings (WHL)          |
| 18 | Mirco Mueller      | Obrońca         | San Jose Sharks (za Red Wings)3     | Everett Silvertips (WHL)          |
| 19 | Kerby Rychel       | Lewoskrzydłowy  | Columbus Blue Jackets (za Rangers)4 | Windsor Spitfires (OHL)           |
| 20 | Anthony Mantha     | Prawoskrzydłowy | Detroit Red Wings (za Sharks)5      | Val-d’Or Foreurs (QMJHL)          |
| 21 | Frédérik Gauthier  | Środkowy        | Toronto Maple Leafs                 | Rimouski Oceanic (QMJHL)          |
| 22 | Émile Poirier      | Prawoskrzydłowy | Calgary Flames (za Blues)6          | Gatineau Olympiques (QMJHL)       |
| 23 | André Burakovsky   | Lewoskrzydłowy  | Washington Capitals                 | Malmö Redhawks (Allsvenskan)      |
| 24 | Hunter Shinkaruk   | Skrzydłowy      | Vancouver Canucks                   | Medicine Hat Tigers (WHL)         |
| 25 | Michael McCarron   | Prawoskrzydłowy | Montreal Canadiens                  | USA Hockey National Team (USHL)   |
| 26 | Shea Theodore      | Obrońca         | Anaheim Ducks                       | Seattle Thunderbirds (WHL)        |
| 27 | Marko Daňo         | Środkowy        | Columbus Blue Jackets (za Kings)7   | Slovan Bratysława (KHL)           |
| 28 | Morgan Klimchuk    | Lewoskrzydłowy  | Calgary Flames (za Penguins)8       | Regina Pats (WHL)                 |
| 29 | Jason Dickinson    | Środkowy        | Dallas Stars (za Bruins)9           | Guelph Storm (OHL)                |
| 30 | Ryan Hartman       | Prawoskrzydłowy | Chicago Blackhawks                  | Plymouth Whalers (OHL)            |

Adnotacje
1. Przekazanie prawa do naboru w pierwszej rundzie dla Vancouver Canucks jako wynik transferu Cory Schneidera do New Jersey Devils 30.06.2013.
2. Przekazanie prawa do naboru w pierwszej rundzie dla Buffalo Sabres jako składowa transferu Jasona Pominville do Minnesota Wild za Matta Hacketta i Johana Larssona 3.04.2013.
3. Przekazanie prawa do naboru w pierwszej rundzie dla San Jose Sharks jako składowa łączonej transakcji z Detroit Red Wings i Pittsburgh Penguins zawartej 30.06.2013.
4. Przekazanie prawa do naboru w pierwszej rundzie dla Columbus Blue Jackets jako składowa transferu Ricka Nasha i Stevena Delisle do New York Rangers za Artioma Anisimowa, Brandona Dubinsky’ego i Tima Erixona 23.07.2012.
5. Przekazanie prawa do naboru w pierwszej rundzie dla Detroit Red Wings jako składowa łączonej transakcji z San Jose Sharks i Pittsburgh Penguins zawartej 30.06.2013.
6. Przekazanie prawa do naboru w pierwszej rundzie dla Calgary Flames jako składowa transferu Jaya Bouwmeestera do St. Louis Blues za Marka Cundariego i Reto Berra 1.04.2013.
7. Przekazanie prawa do naboru w pierwszej rundzie dla Columbus Blue Jackets jako składowa transferu Jeffa Cartera do Los Angeles Kings za Jacka Johnsona 23.02.2012.
8. Przekazanie prawa do naboru w pierwszej rundzie dla Calgary Flames jako składowa transferu Jarome'a Iginli do Pittsburgh Penguins za Kenny Agostino i Bena Hanowskiego 27.03.2013.
9. Przekazanie prawa do naboru w pierwszej rundzie dla Dallas Stars jako składowa transferu Jaromira Jagra do Boston Bruins za Lane MacDermida i Cody Payne'a 2.04.2013.

## Runda 2
| #  | Zawodnik         | Pozycja        | Drużyna NHL        | Klub macierzysty |
| -- | ---------------- | -------------- | ------------------ | ---------------- |
| 55 | Artturi Lehkonen | Lewoskrzydłowy | Montreal Canadiens | KalPa (Liiga)    |

## Runda 3
| #  | Zawodnik           | Pozycja        | Drużyna NHL                          | Klub macierzysty              |
| -- | ------------------ | -------------- | ------------------------------------ | ----------------------------- |
| 75 | Pawieł Buczniewicz | Lewoskrzydłowy | New York Rangers (za Blue Jackets)1  | Siewierstal Czerepowiec (KHL) |
| 88 | Anton Slepyszew    | (LS)           | Edmonton Oilers (za Kings)2          | Saławat Jułajew Ufa (KHL)     |
| 86 | Sven Andrighetto   | (PS)           | Montreal Canadiens                   | Rouyn-Noranda Huskies         |
| 89 | Oliver Bjorkstrand | (PS)           | Columbus Blue Jackets (za Penguins)3 | Portland Winterhawks (WHL)    |
| 90 | Peter Cehlárik     | (LS)           | Boston Bruins                        | Luleå HF J20                  |

Adnotacje
1. Przekazanie prawa do naboru w trzeciej rundzie dla New York Rangers jako składowa transferu Artioma Anisimowa, Brandona Dubinsky’ego i Tima Erixona do Columbus Blue Jackets za Ricka Nasha i Stevena Delisle 23.07.2012.
2. Przekazanie prawa do naboru w trzeciej rundzie dla Edmonton Oilers jako składowa łączonej transakcji z Los Angeles Kings i Carolina Hurricanes zawartej 30.06.2013.
3. Przekazanie prawa do naboru w trzeciej rundzie dla Columbus Blue Jackets jako składowa łączonej transakcji z Pittsburgh Penguins i San Jose Sharks zawartej 30.06.2013.

## Runda 4
| #  | Zawodnik    | Pozycja  | Drużyna NHL         | Klub macierzysty |
| -- | ----------- | -------- | ------------------- | ---------------- |
| 99 | Juuse Saros | Bramkarz | Nashville Predators | HPK (Liiga)      |

## Runda 5
| #   | Zawodnik            | Pozycja         | Drużyna NHL         | Klub macierzysty |
| --- | ------------------- | --------------- | ------------------- | ---------------- |
| 124 | Kristers Gudļevskis | Bramkarz        | Tampa Bay Lightning | HK Rīga (MHL)    |
| 125 | Saku Mäenalanen     | Prawoskrzydłowy | Nashville Predators | Kärpät (Liiga)   |

## Runda 6
| #   | Zawodnik      | Pozycja   | Drużyna NHL   | Klub macierzysty |
| --- | ------------- | --------- | ------------- | ---------------- |
| 177 | Miro Aaltonen | Napastnik | Anaheim Ducks | Blues (Liiga)    |

## Runda 7
| #   | Zawodnik     | Pozycja   | Drużyna NHL     | Klub macierzysty         |
| --- | ------------ | --------- | --------------- | ------------------------ |
| 207 | Emil Galimow | Napastnik | San Jose Sharks | Łokomotiw Jarosław (KHL) |